# BLUE/ブルー
『BLUE/ブルー』は2021年4月9日に公開の日本映画。監督は𠮷田恵輔、主演は松山ケンイチ。

## 概要
監督の𠮷田が8年の構想を経て脚本を執筆した他、中学の時から30年以上続けているボクシングの経験を生かして本作の殺陣指導も行っている。主演の松山は𠮷田の脚本に惚れ込み、2年間かけて役作りを行った。
なお、ボクシングにおける青コーナーは常にランキング下位のボクサーが立つ場所を指す。
なお、本作を配給したファントム・フィルムは2021年4月1日にハピネットの映像メーカー部門のピクチャーズユニットと統合し、新社名がハピネットファントム・スタジオとなった。そのため、本作がファントム・フィルム名義で配給を担当した最後の映画作品となった。

## キャスト
瓜田信人
演：松山ケンイチ
負け続きのプロボクサー。
天野千佳
演：木村文乃
瓜田の初恋の女性で、小川の婚約者。
楢崎剛
演：柄本時生
瓜田と小川と同じジムに所属する新人ボクサー。
洞口正司
演：守谷周徒
佐藤多恵
演：吉永アユリ
- 長瀬絹也
- 住川龍珠
- 菱沼つる子

比嘉京太郎
演：松浦慎一郎
- 松木大輔
- 田野良樹
- 宮田佳典
- 森本のぶ
- 福地勇治
- 飯田徹也
- 冨樫光明
- 本多遼
- 中谷太郎
- 芝本保美
- 三溝浩二
- 安楽将士
- 三島ゆたか
- 小池首領
- 鈴木一成
- 鈴木コウヤ
- 宮崎太一
- 大高洋子
- 内藤トモヤ
- 宮崎久美子
- 中山美智子
- 中条サエ子
- 山野海

- 森正樹
- 市川充宏
- 関根輝空
- 関根聖奈
- 山縣徳治
- 北澤雅人
- 瀧田薫
- 白石真由美
- 市村美菜
- 水戸響希
- ささきみく
- 鎌野紗恵子
- 桜まゆみ
- 高橋篤弘
- 伊藤慶徳
- 三輪江一

- 小川皓平
- 塚田祐介
- 小山大樹
- 山下順久
- 卯ノ原圭吾
- 松戸翔
- 屋良学
- 武田友明
- 秋田美鶴
- 井上孝志
- 吉田聡
- 飯見嵐
- 春山正太
- 金子健太郎
- 加藤寿
- 加藤隼人
- 大森裕平
- 佐藤理絵
- 稲本純平

- 佐々木左之介
- 細川チャーリー忍
- 木村翔（特別出演）

- シネマプランナーズ
- 東京エキストラNOTES
- アクターズビジョン
- GUSH OUT
- FUJIYAMA RECORDES
- オフィスモリモト
- オフィス・メイ
- FUNGO
- ティアラ
- ツインプラネット
- ケイエムシネマ企画
- ギャレエンタテインメント
- エクセルヒューマンエイジェンシー
- ストローハウス
- キャストマート
- 麗プロモーション
- ミライ
- DA
- イブ

- 竹原ピストル

- よこやまよしひろ

小川一樹
演：東出昌大
瓜田と同じジムに所属するプロボクサー。

## スタッフ
- 製作：與田尚志、鳥羽乾二郎、小西啓介、永森裕二、半野真晃
- エグゼクティブプロデューサー：加藤和夫
- アソシエイトプロデューサー：紀嘉久、大畑利久
- 撮影：志田貴之
- 照明：疋田淳
- 録音：長島慎介
- 美術：山崎輝
- 編集：清野英樹
- 制作担当：遠藤祐輝
- 助監督：松浦建志
- ボクシング指導：松浦慎一郎
- 音楽プロデューサー：津島玄一
- 音楽エンジニア：本谷侑紀
- ギター演奏：伊平友樹
- 音楽制作協力：カンパニーAZA
- 音楽制作：東映音楽出版

- 主題歌：「きーぷ、うぉーきんぐ!!」（ビクターエンタテインメント）
  - 作詞・作曲：竹原ピストル
  - Vocal/AcosticGuitar：竹原ピストル
  - Banjo/Mandolin：高田渡

- - Bass：伊賀航
- 配給・宣伝：ファントム・フィルム
  - Drums/Percussion：恒岡章
  - 音楽デイレクター：高橋太郎
- 音楽協力：オフィスオーガスタ、ビクターエンタテインメント（樋口健、松田聡士、貝原一平）

- 撮影助手：金碩柱、島田祐介
- 照明助手：近松光、大和久健、宇都宮徳
- 録音助手：古賀陽大
- 製作主任：日出嶋伸哉
- 進行：我妻夏樹

- 監督助手：黒柳祥一、江口龍之介
- 演出部応援：川井隼人、安井陶也
- 制作部応援：逸見賢、龍石柱源、松本晏純
- 撮影応援：岡亮平
- 撮影応援助手：三輪亮達、松本真二、浅沼真央
- 録音応援：柳家文彦、阿部裕
- スチール：内堀義之
- メイキング：Arthit

- CG制作：日本映像クリエィティブ
- 装飾：及川幸恵
- 小道具：細谷恵子
- 衣装：ヤマダタカノブ
- 衣装助手：谷岡史悠
- ヘアメイク：高橋亮
- ヘアメイク助手：原田真似子
- エキストラ担当：中山美智子、髙梨里江子

- ラボ コーディネーター：泉有紀
- DIカラリスト：佐竹宗一
- オンライン エディター：佃脩平
- アシスタントエディター：原田莉奈、尾藤夏歩
- DCPマスタリング：馬場亮、小関秀治
- Powered by：BaseLight

- 音響効果：伊東晃
- 音響効果助手：飯島啓実
- 整音助手：三好紗恵、掛須春希
- 車輌：梶川雅也、田口智幸、青木純一、石井泰弘、平塚雅也、岡田俊志、小出航

- 宣伝プロデューサー：三浦良太
- 宣伝：長壁なつみ、美濃又靖規、福田紘子、根木春菜、國武ゆう子、西村弥姫、佐藤快
- 宣伝デザイン：三田和男（NONKIBEAM）
- 予告編制作：豊下美穂（ぐるり。）
- メインタイトルデザイン：土屋英俊

- 劇場営業：山村和歌子、井上悠、杉本知由理
- 海外セールス：林信仁

- ボクシング協力：小坂裕己、金子健太郎、金子賢司、内山高志、渡辺あきのり
- 協力ジム：熊谷コサカジム、金子ボクシングジム、石橋ボクシングジム、EBISU K's BOX、ロープ・ア・ドープジム、ワタナベボクシングジム、世田谷オークラボクシングジム
- 日本ボクシング・コミッション：福地勇治、浦谷信彰、冨樫光明

- 医療指導：山本昌督、中澤暁雄
- 雑誌タイアップ：ボクシングビート、ラーメンぴあ

- ロケ地協力：秦野フイルムコミッション、クアーズテック秦野カルチャーホール、麹町ロケーション、鈴幸ハウス、杉崎建設、 まるだい運輸倉庫、小田原卸商業団地協同組合、日本地所、リアンパーク厚木店、日野映像支援隊、松本茂夫、air-GINZA、水戸赤十字病院、水戸市みとの魅力発信課、後藤満博、白土友揮、ハーミットクラブ、新鮮市場なかや、喫茶まりも、ロケ太郎、大村庵、じっとこ戸田店、パシフィックハウス、矢上川フィッシングセンター、コルティオーレ茅ヶ崎、川崎中央卸売市場北部市場、北部三栄、熊谷コサカジム、熊谷中央不動産、熊谷フイルムコミッション、東京ドーム・後楽園ホール

- 衣装・メイク協力：プロメイク舞台屋、RICE FORCE、原宿シカゴ、REAL CUBE、EMMA CLOTHES、 e-zakkamania stores、FU、IN'CREWSIVE、ModeRobe、hummel、Schoffel、サワアラモード、モリノブライズ株式会社、レンタルユニフォームのモビメント

- 美術協力：EVERLAST(エバーラスト)、LONSDALE JAPAN、ニチバン、UN BILLION SA、cache cache、 perche、MAMIAN、CHEST by STYLIA、Sweets Jewelry Market、Marearich、クラシエフーズ株式会社、AMUSE、LAVIE、IDC大塚家具

- 協力：東映ラボ・テック、アオイスタジオ、特殊映材 漣、NKL、スイッチ、おかもと技粧、アキプラン、山崎美術、共立ライティング、オフィスアッシュ、グッドレンタカー、アールシーレンタカー、SOIL DESIGN WORDS、銀河鉄道バス、加賀詢子、倉秀之、勝村宣之、日本照明、アンシブルタイトル、ミラクルスパーク、クローズギア、フイルムクラフト

- 制作プロダクション：ステアウェイ

- 配給・宣伝：ファントム・フィルム

- 「BLUE/ブルー」製作委員会
  - 東映ビデオ：安村基、佐藤現
  - 日活：林宏之、宮前孝幸、佐々木貴士
  - ファントム・フィルム：栗原忠慶、佐藤正樹、杉本雄介
  - AMGエンタテインメント：浦野太、石川博幸、内野将志
  - レイラインピクチャーズ：小林智浩、田中豊人、木村佐知子

- 監督・脚本・殺陣指導：𠮷田恵輔